# نقطة التحقق من تضرر الدنا G2-M

أطوار دورة الخلية. تحدث نقطة التحقق M-G2 بين الطور G2 (طور النمو الثاني) و الطور M (الانقسام المتساوي).

نقطة التحقق من تضرر الدنا بين الطورين G2 وM هي نقطة تحقق مهمة في دورة الخلية لدى الكائنات حقيقية النوى وتضمن عدم انتقال الخلية للطور التالي وهو الانقسام المتساوي حتى يُرمَّم الدنا المضاعف المتضرر أو غير الكامل بشكل كافٍ. إذا انتقلت الخلايا التي تملك نقطة تحقق M-G2 فيها عيوب إلى مرحلة الانقسام المتساوي قبل أن ترمم الدنا الخاص بها، فإن ذلك يؤدي إلى الاستماتة أو الموت بعد انقسام الخلية. الميزة الكيميائية الحيوية المعرِّفة لنقطة التحقق هذه هي تنشيط مركبات السيكلين-CDK [الإنجليزية] الخاصة بطور الانقسام المتساوي والتي تقوم بفسفرة البروتينات التي تعزز تجميع المغزل وتنقل الخلية إلى الطور التالي.

## السرطان
وُجد أن التعبير عن العديد من البروتينات المنظمة لدورة الخلية مثل: الكينازات المعتمدة على السيكلين (Cdks)، السيكلينات، والبروتين 53 (p53) غيرُ طبيعيٍّ في السرطان. ووجد بشكل خاص أن لها دور في الانتقال من طور النمو الثاني إلى الانقسام المتساوي عبر التموضع في الجسيم المركزي، وهو ما أدى إلى دراسات تحاول التلاعب بهذه البروتينات في سبيل تحسين حساسية السرطان للإشعاع والعلاج الكيميائي. لبروتين Chk1 [الإنجليزية] دور مهم في استهداف السرطان بالدواء لأنه يعمل استجابة لتضرر الدنا. تأثيرات العلاج الكيميائي السامة للخلايا هي قيد الدراسة حاليا في تعديل الانتقال M/G2، سواء عبر إبطال أو تعطيل نقطة التفتيش هذه. تركز العديد من العلاجات على تعطيل نقطة التفتيش من أجل إجبار الخلايا ذات الدنا المتضرر بكثرة على المرور إلى الانقسام المتساوي وإحداث موتها.